# Lymeon acceptus
Lymeon acceptus là một loài tò vò trong họ Ichneumonidae.